# Siegwart Ehrlich
Siegwart Ehrlich (* 17. Dezember 1881 in Leipzig; † 20. Januar 1941 in Barcelona) war ein deutscher Schlagerkomponist.
Ehrlich war bekannt unter den Pseudonymen Victorio und Sydney Ward. Er komponierte eine Vielzahl an Melodien, die zu größerer Popularität gelangten. Eine davon war Amalie geht mit’m Gummikavalier von 1927, die erstmals in der Kabarettrevue Streng verboten aufgeführt wurde. Da Ehrlich als Jude galt, flüchtete er 1933 aus Deutschland und ließ sich in Spanien nieder.
Auch verfasste er die Musik zum Spielfilm Der Tanz ins Glück.

## Revuen
- Streng verboten (1927)
- Schön und schick (1928)

## Filmografie
- Der Tanz ins Glück (1930)